# Poa madecassa
Poa madecassa är en gräsart som beskrevs av Aimée Antoinette Camus. Poa madecassa ingår i släktet gröen, och familjen gräs. Inga underarter finns listade i Catalogue of Life.